# Droits LGBT au Kenya
L'homosexualité reste criminalisée au Kenya, même s'il y a peu de poursuites fondées sur le Code pénal, les personnes LGBT (lesbiennes, gays, bisexuels et transgenres) font l'objet d'un harcèlement policier continuel.
D'après un rapport du Pew Global Attitudes Project de 2007, 96 % des personnes sondées au Kenya déclarent que l'homosexualité devrait être « rejetée » par la société. Cela en fait l'un des plus forts rejets de l'homosexualité dans les 47 pays passés en revue.

## Constitution
La nouvelle Constitution du 4 août 2010 dans son chapitre 4 « Déclaration des droits » ne fait aucune mention de l'homosexualité mais permet, par son article 24, à l'Assemblée nationale de voter toute Loi limitant « raisonnablement et de façon justifiée » les droits et libertés fondamentales. L'article 45.2, quant à lui, stipule simplement que « Chaque adulte a le droit de marier une personne du sexe opposé, basé sur le libre consentement des parties ».

## Code pénal

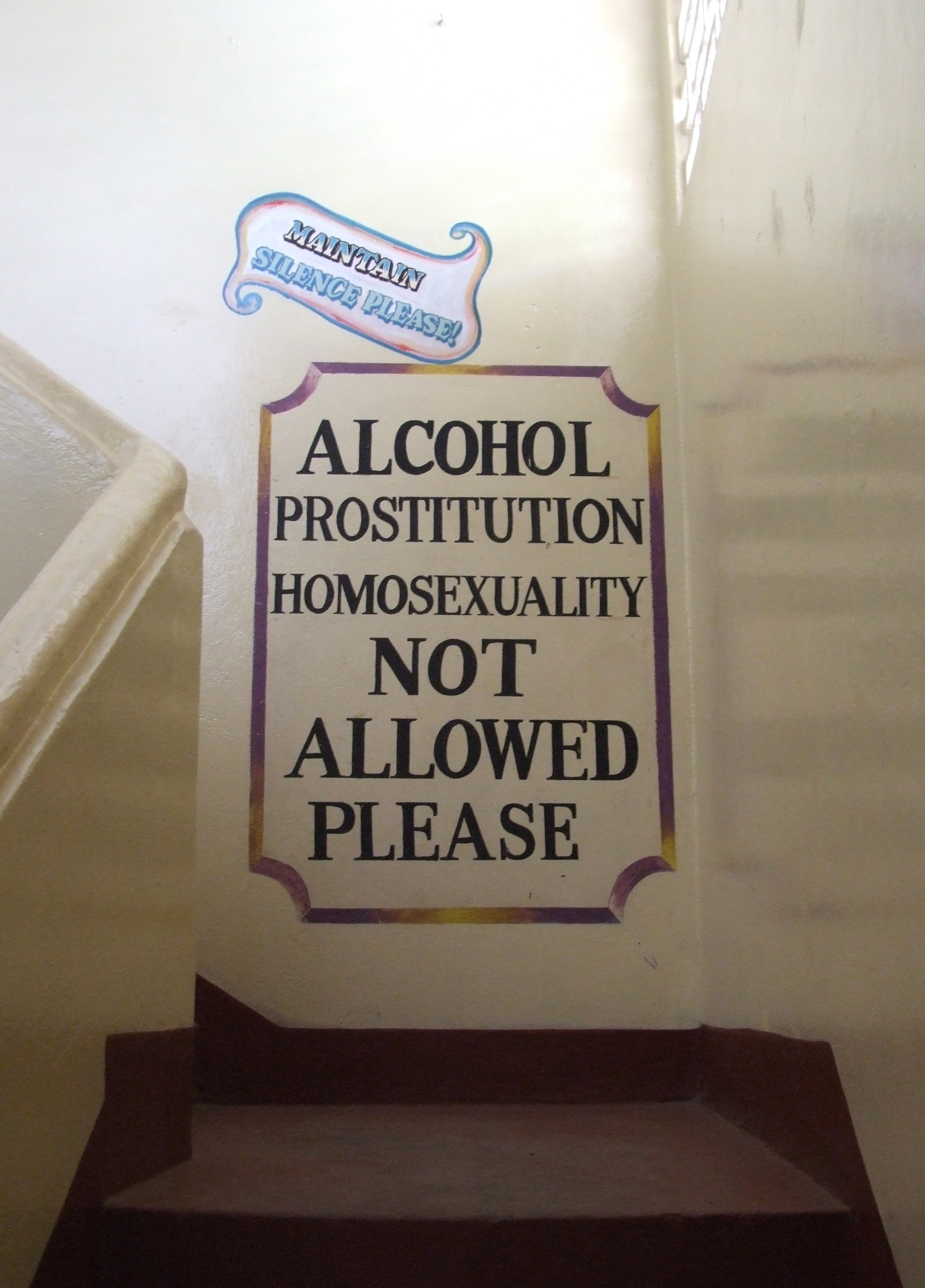
Règlement d'une pension de famille à Malindi.

Les sections 162 à 165 du Code pénal kényan criminalise le comportement homosexuel et la tentative de relations homosexuelles entre hommes, désignées comme « rapport sexuel contre l'ordre de la nature ». La peine encourue va de cinq à quatorze ans de prison en cas de consentement mutuel et vingt-et-un ans en cas de non consentement d'une des parties. La majorité sexuelle est de seize ans. Les relations lesbiennes ne sont pas interdites par la loi.
Les activités sexuelles entre hommes autres que la sodomie dits de grossière indécence sont passibles d'une peine de cinq ans de prison.
En août 2006, un projet de loi appelé Njoki Ndungu bill, du nom de la députée auteur du projet, est entré dans la Loi pénale. Son but était de rassembler tous les crimes sexuels dans un seul corpus. La loi n'a cependant pas modifié les anciennes sections du code pénal. Les peines sont toujours de quatorze ans de prison, et cinq ans pour tentative.
Des associations comme G-Kenya Trust travaillent à améliorer les droits élémentaires et les libertés des homosexuels femmes et hommes en appelant le peuple LGBT à participer aux élections. Ils espèrent de cette manière travailler avec les partis politiques pour changer les parties criminelles du Code pénal.
En 2016, l'examen anal visant à prouver l'homosexualité est autorisé par la loi. Cette décision est critiquée par des ONG.
En 2018, la NGLHRC (National Gay and Lesbian Human Rights Commission) entame une action en justice en vue d'abroger l'article 162 du code pénal pénalisant les relations entre personnes du même sexe, vu comme étant contraire à la constitution de 2010. Le 27 octobre 2018, la Haute Cour du Kenya annonce qu'elle rendra son verdict en février 2019,. En mai 2019, la Cour suprême confirme les articles du code pénal qui criminalisent l'homosexualité : être homosexuel reste donc un crime passible de 14 ans de prison,.
En avril 2023, une proposition de loi visant à criminaliser l'homosexualité avec une peine de 10 à 50 ans de prison est proposée,.
Le gouvernement est également en pourparlers avec TikTok afin de censurer automatiquement le contenu LGBTQ+ sur la plateforme.

## Mariage homosexuel
En octobre 2009 un couple homosexuel kényan, Charles Ngengi et Daniel Chege, s'est marié à Londres. Cette union a éveillé l'attention au Kenya, une majorité de Kényans condamnant fermement ce mariage. Les proches de Daniel Chege ont été persécutés par d'autres villageois à Gathiru.
Bien que le mariage homosexuel soit illégal au Kenya, en février 2010 deux Kényans ont tenté d'organiser un mariage gay dans un hôtel de Mtwapa (côte nord de Mombasa). Ce mariage échoua, le Conseil national des églises du Kenya (NCCK) et le Conseil des imams et prédicateurs du Kenya (CIPK) organisant une opération Gays Out pour empêcher le mariage. Le couple a été attaqué par des jeunes mais a été sauvé par la police. Sheikh Hussein Ali, le coordonnateur du CIPK pour la région de Kikambala a déclaré qu'ils étaient « prêts à verser leur sang pour protéger la dignité de la ville de Mtwapa ».

## Adoption d'enfant
L'adoption d'un enfant est totalement interdite aux couples ou personnes homosexuels.

## Transidentité
Audrey Mbugua est la première femme transgenre du Kenya à changer légalement son nom dans les documents officiels.

## Marche des fiertés
En juin 2018, des réfugiés décident d'organiser une marche des fiertés dans le camp de Kakuma, la première du pays.

## Associations
Le groupe de lobby Transgender Education and Advocacy, fondé par Audrey Mbugua, est la première association à but non lucratif sur la transidentité au Kenya.